# 19298 Чжункеда
19298 Чжункеда (19298 Zhongkeda) — астероїд головного поясу, відкритий 20 вересня 1996 року.
Тіссеранів параметр щодо Юпітера — 3,518.